# Micrurus fulvius
Micrurus fulvius là một loài rắn trong họ Rắn hổ. Loài này được Linnaeus mô tả khoa học đầu tiên năm 1766.

## Hình ảnh

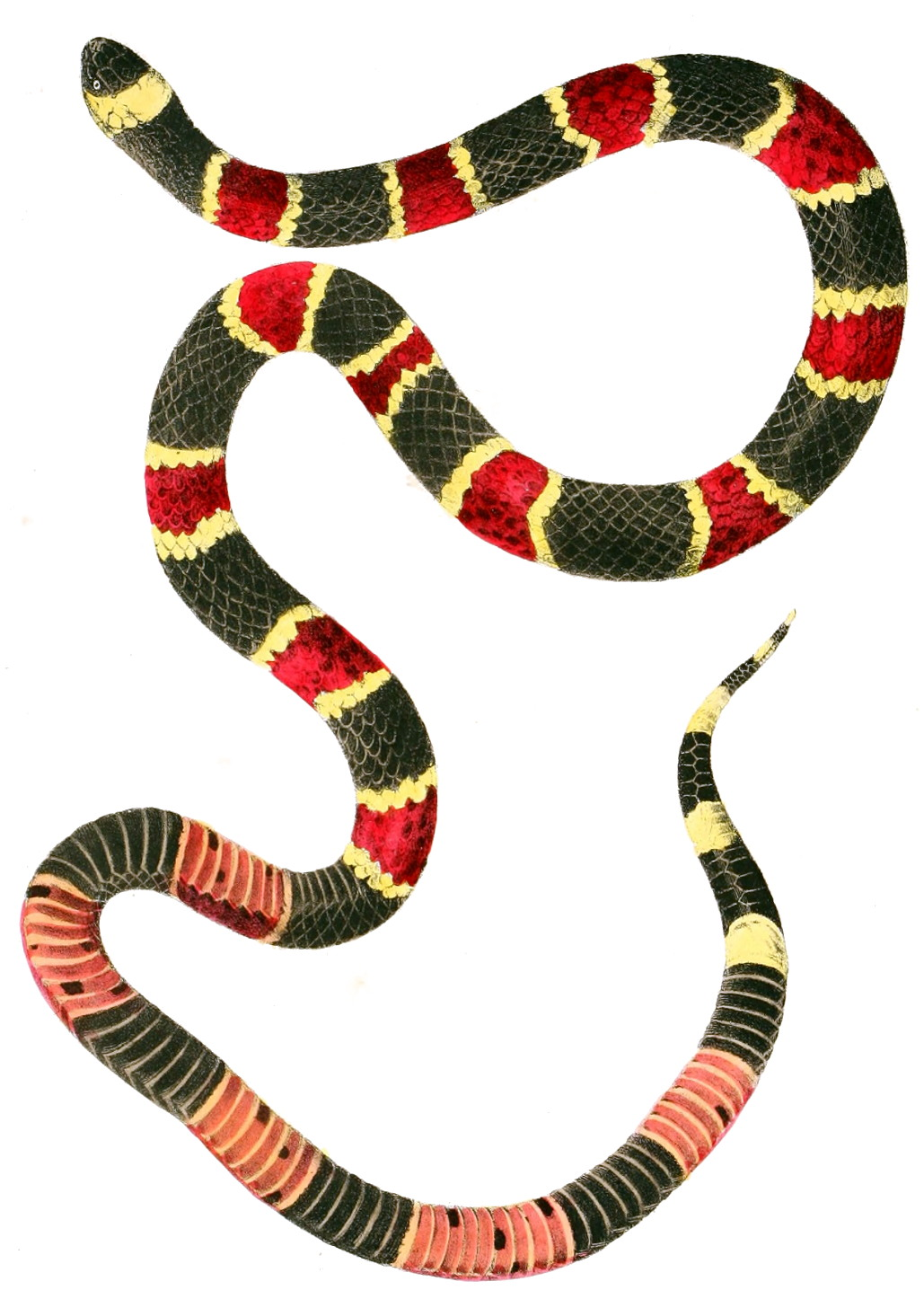
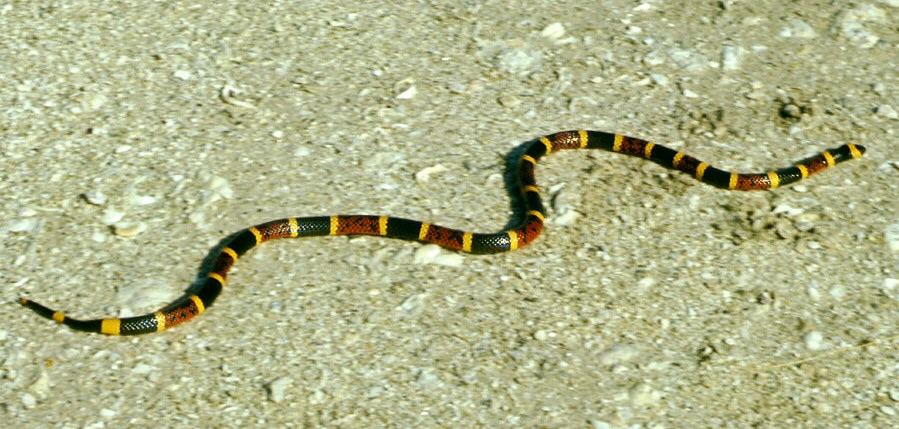
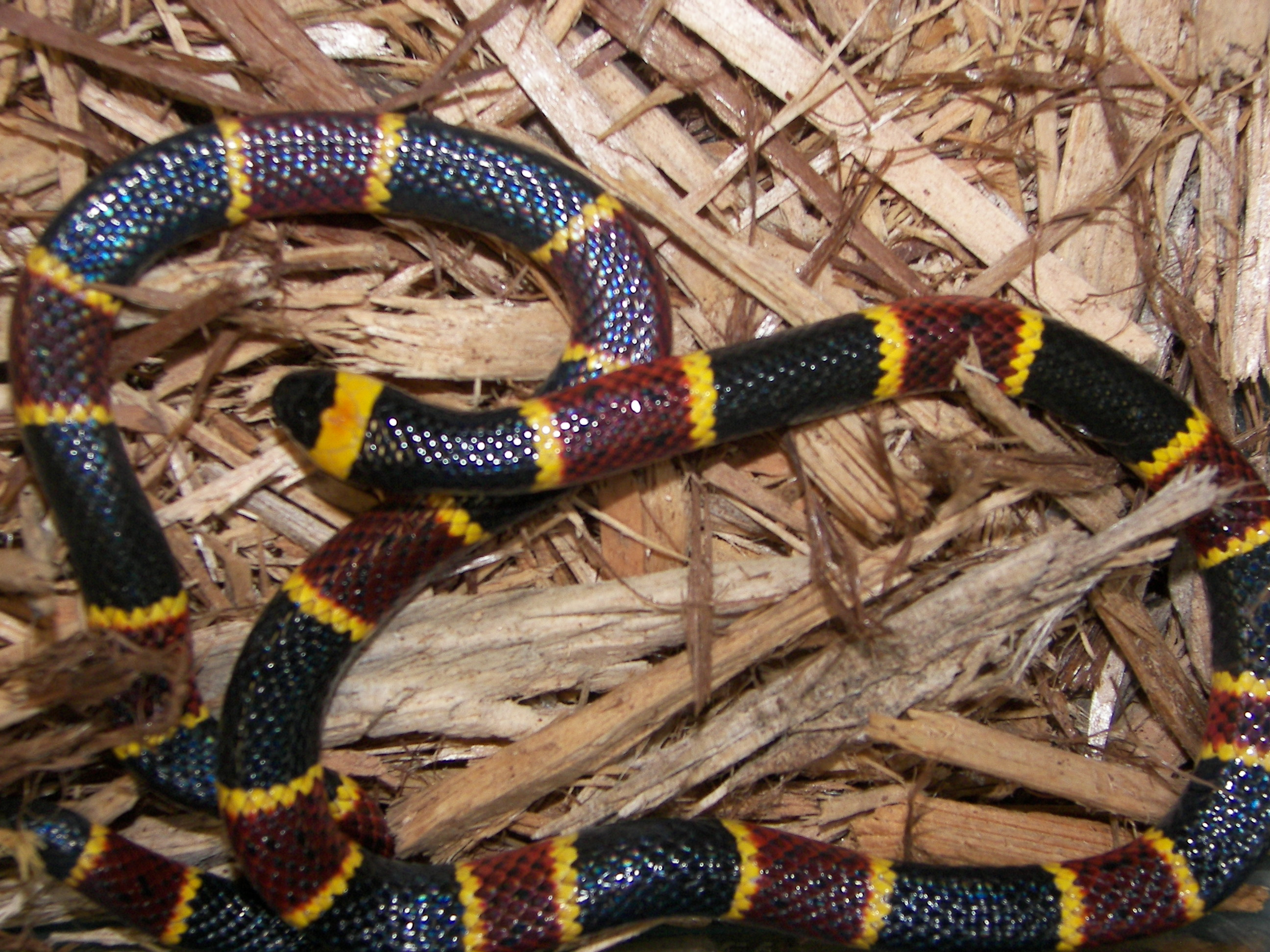